# Pseudomystus heokhuii
Pseudomystus heokhuii är en fiskart som beskrevs av Lim och Ng 2008. Pseudomystus heokhuii ingår i släktet Pseudomystus och familjen Bagridae. Inga underarter finns listade i Catalogue of Life.